# Мосгортур
ГАУК «МОСГОРТУР» (Государственное автономное учреждение культуры города Москвы «Московское агентство организации отдыха и туризма») — крупнейший в России детский туроператор. МОСГОРТУР занимается организацией детского отдыха и оздоровления и является крупнейшим организатором отдыха для детей льготных категорий.
Помимо реализации сертификатов на отдых и оздоровление, МОСГОРТУР занимается разработкой программ отдыха, обучением и трудоустройством вожатых, проблематикой инклюзивного отдыха для детей с инвалидностью, разработкой стандартов качества детского отдыха и другими вопросами, связанными с детским отдыхом.
С 2017 года МОСГОРТУР был объединен с Московским центром музейного развития. До 2021 года объединенная компания отвечала за повышение туристической привлекательности московских музеев, подведомственных Департаменту культуры города Москвы.

## История
В 2014 году в связи с растущими требованиями к обеспечению условий детского отдыха Департамент культуры города Москвы принял решение о переформатировании Московского центра детского, семейного отдыха и оздоровления в "Московское агентство организации отдыха и туризма", сокращённо "МОСГОРТУР".
В июне 2014 года курировать деятельность МОСГОРТУРа было поручено Владимиру Филиппову, заместителю руководителя Департамента культуры города Москвы. Генеральным директором был назначен Василий Овчинников.
С 2014 года МОСГОРТУР и Департамент культуры города Москвы начинают реформирование системы организации детского отдыха в Москве — совместно с жителями Москвы разрабатывается Московский стандарт детского отдыха, открывается Центральная школа московских вожатых, создается первый Всероссийский рейтинг представления загородных детских лагерей, разрабатываются уникальные программы детского отдыха, методика проверок детских лагерей и многое другое.
Летом 2014 года решением Правительства Российской Федерации компания была назначена единственным организатором детского отдыха в Крыму.
С 2016 года МОСГОРТУР отвечает за организацию отдыха детей по всем льготным программам Правительства Москвы. В декабре 2016 года МОСГОРТУРу передана задача по организации отдыха детей-сирот из учреждений подведомственных Департаменту труда и социальной защиты города Москвы.
Ежегодно с МОСГОРТУРом отдыхает более 50 000 детей.
В сентябре 2017 года по решению Департамента культуры города Москвы МОСГОРТУР был объединен с Московским центром музейного развития. До 2021 года объединенная структура отвечала за продвижение и популяризацию московских музеев. Это порядка 90 культурных городских площадок. 
В октябре 2019 года генеральным директором МОСГОРТУРа приказом руководителя Департамента культуры города Москвы была назначена Инна Голубева.
Летом 2021 года МОСГОРТУР запустил информационную акцию «Безопасное лето», цель которой — помочь родителям выбрать проверенный детский лагерь и простыми словами объяснить, как купить путевку и не нарваться на «нелегалов», какие требования к питанию, проживанию и проезду должен соблюдать лагерь, а также как вести себя в различных ситуациях, в том числе в случае возможных конфликтов.
В мае 2025 года генеральным директором был назначен Денис Буянов.

## Московский стандарт детского отдыха
В 2014 году МОСГОРТУР и Департамент культуры города Москвы предложили разработать единый стандарт детского отдыха. В рамках работ по этому направлению был организован краудсорсинговый проект «Московский стандарт детского отдыха», где жители Москвы предлагали свои идеи по организации детского отдыха. Москвичам предложили высказать свои предложения по шести параметрам: проживание, перевозка, инфраструктура, программа, вожатые и питание.
С 10 ноября по 5 декабря 2014 года обсуждение проходило на площадке краудсорсинга Правительства Москвы crowd.mos.ru. В ходе работы было собрано более 5 000 голосов, 300 лучших идей вошли в Московский стандарт детского отдыха.
К декабрю 2015 года на платформе «Активный гражданин» было собрано порядка 800 000 голосов за введение Московского стандарта детского отдыха.
Московский стандарт детского отдыха был утверждён в феврале 2015 года на заседании президиума правительства Москвы.
В рамках Московского стандарта детского отдыха МОСГОРТУР занимается разработкой и формированием новых тематических программ пребывания детей в лагерях.

## Организация отдыха московских детей льготных категорий
Совместно с Департаментом культуры города Москвы МОСГОРТУР занимается организацией отдыха детей льготных категорий от 3 до 17 лет. К ним относятся дети из малообеспеченных семей, дети с инвалидностью, дети-сироты из московских детских домов и другие. Перечень льготных категорий и порядок организации детского отдыха утверждаются Постановлением Правительства города Москвы.
Для получения услуг родители или законные представители ребенка участвуют в заявочной кампании. С 2024 года для льготных категорий доступен выбор сертификата на самостоятельную организацию отдыха в размере 40 000 рублей.
Ежегодно МОСГОРТУР организовывает отдых для более 50 000 московских детей льготных категорий и сопровождающих их взрослых. География отдыха включает Москву и Подмосковье, Среднюю полосу, Верхнее Поволжье, Центральное Черноземье, Урал, Республику Беларусь, Русский Север, Северный Кавказ, Причерноморье, Приазовье и Республику Крым. 
В 2014 году МОСГОРТУРом при планировании смен в детских оздоровительных лагерях была принята концепция "полезного отдыха". Суть концепции в том, что отдых должен быть не только оздоравливающим, но и полезным для интеллектуального и социального развития ребенка. 

## Новая методика проверки детских лагерей
В 2016 года МОСГОРТУР ввел систему тройного контроля детских лагерей. На первом этапе сотрудники МОСГОРТУРа совместно с представителями общественных организаций, экспертами выезжают на базу и проверяют, соответствует ли она требованиям технического задания. После проверки формируется список замечаний, руководству базы даётся время на их устранение. Второй этап проходит за две-три недели до начала смен: сотрудники МОСГОРТУРа приезжают с повторной проверкой.
Третий этап — контроль качества непосредственно во время сезона. В каждой организации отдыха на каждой смене работает куратор — администратор или руководитель смены. Они следят за качеством предоставления услуг, когда дети уже находятся на отдыхе.

## Подготовка вожатых
Одной из целей компании в рамках развития индустрии детского отдыха, является возрождение профессии вожатого. Для достижения этой цели в 2014 году на базе МОСГОРТУРа была создана Центральная школа московских вожатых. Задача Школы — подготовка вожатых для работы в детских лагерях, где отдыхают московские дети, а также для лагерей-партнеров МОСГОРТУРа.
Обучение в Центральной школе московских вожатых проходит в три этапа. На первом этапе вожатые изучают особенности работы в лагере, нормативно-правовую базу, основы психологии и педагогики, игротехнику, конфликтологию и другие дисциплины. На втором этапе вожатые знакомятся с программами смен, а на третьем этапе – учатся работать с трудными подростками, детьми с инвалидностью или детьми из детских домов.
Обучение длится 2 месяца и проходит в одном из двух форматах – очно-заочном и дистанционном. Занятия по очно-заочной форме организованы таким образом, что слушатели осваивают теоретическую часть и выполняют домашние задания с помощью системы дистанционного обучения, а практические навыки получают на очных занятиях с преподавателями. Дистанционная форма не предполагает взаимодействия слушателей и преподавателей офлайн, практические занятия проходят в формате вебинаров. В конце обучения слушатели сдают квалификационный экзамен.
С 2018 года по итогам обучения и успешного прохождения практики на городских проектах МОСГОРТУРа слушатели получат официальную квалификацию «Вожатый». Эта квалификация дает право работать вожатым в любом российском лагере.
Также для работы на инклюзивных сменах вожатые МОСГОРТУРа проходят факультативную подготовку, которая включает в себя два блока. Первый блок – практические занятия "Дети с ОВЗ" в реабилитационных центрах, на инклюзивных экскурсиях в музеях города Москвы и профориентационных экскурсиях в различных компаниях. Второй блок –  факультатив "Инклюзивные смены", в котором принимают участие не только слушатели ЦШМВ, но и для опытные вожатые, старшие вожатые, руководители смен, педагоги-организаторы и сотрудники МОСГОРТУРа. Специальные мероприятия факультатива проходят в организациях-партнерах, среди которых – АНО "Центр реабилитации инвалидов детства "Наш Солнечный Мир", Государственный музей – культурный центр "Интеграция" имени Н.А. Островского и Благотворительный фонд "Даунсайд Ап".
С 2014 года МОСГОРТУР проводит ежегодный конкурс вожатского мастерства «Солнечный парус». Конкурс проходит среди «московских вожатых», которые отработали хотя бы одну смену с московскими детьми. Цель конкурса – повысить профессионализм и поощрить лучших вожатых МОСГОРТУРа. Победителей «Солнечного паруса» традиционно награждают на ежегодном Московском Слете вожатых. 
В 2015 году МОСГОРТУР подготовил "Настольную книгу вожатого", которая стала энциклопедией для тех, кто хочет стать педагогом-вожатым. Авторы книги -  опытные вожатые и организаторы детского отдыха, а также сотрудники компании МОСГОРТУРа. Книга стала первым за 50 лет пособием для вожатых на территории России.
В 2015 году под руководством МОСГОРТУРа была организована первая открытая Олимпиада вожатых, цель которой – не только выявить наиболее эрудированных и подготовленных вожатых России, но и возродить вожатское движение. Всероссийская олимпиада вожатых проводится ежегодно.
В рамках развития вожатского движения в декабре 2015 года стартовал проект "Вожаторий" — курс бесплатных лекций, мастер-классов и дискуссий на различных культурных площадках Москвы. Для участия в мероприятиях специалисты МОСГОРТУРа привлекают ведущих учёных, преподавателей, психологов, журналистов, актёров, а также сотрудников МВД, МЧС и медиков, которые обучают вожатых оказывать первую медицинскую помощь и действовать в чрезвычайных ситуациях.
В 2015 году профессия вожатого вошла в рейтинг наиболее востребованных профессий в Москве.
В 2015, 2016, 2017 и 2019 годах вожатые МОСГОРТУРа становились победителями и призерами на международном конкурсе профессионального мастерства "Вожатское сердце планеты".

## Всероссийский рейтинг представления загородных детских лагерей
В марте 2016 года Департамент культуры города Москвы, МОСГОРТУР и Высшая школа экономики представили совместное исследование — "Всероссийский рейтинг детских лагерей". Предметом исследования стали 800 баз из 70 регионов России, которые были разделены на 3 тематические группы: "На море", "У реки или озера" и "Не у водоема". Была разработана специальная методика, которая учитывала множество параметров, включая условия размещения, инфраструктуру лагеря, организацию питания, кадровый ресурс, а также отзывы как родителей, так и детей.
В итоге, Всероссийский рейтинг представления загородных детских лагерей — стал единым ранжированным каталогом детских коммерческих, государственных оздоровительных лагерей и баз для активного и творческого отдыха. Основная задача рейтинга — помочь родителям выбрать выбрать лагерь для отдыха ребёнка.

## Комплексное исследование рынка детского отдыха
В 2018 году МОСГОРТУР и исследовательская компания "Делойт" выпустили первое комплексное исследование рынка детского отдыха. В исследовании представлены данные об объемах и перспективах рынка, основные драйверы отрасли, а также факты, влияющие на покупательское поведение родителей.
В исследовании сформулированы основные векторы в развитии отрасли детского туризма России на 5 лет. Эти данные помогут лагерям привлечь родителей и инвесторов, а также самостоятельно оценить финансовое состояние и потенциал развития лагеря.
Исследование позволяет сделать выводы о том, как именно родители выбирают лагеря. Например, ключевые факторы, влияющие на покупку путевки, – это желание ребенка, доступная цена и знакомые среди персонала лагеря или отдыхающих. Барьерами для отправки ребенка в лагерь, согласно исследованию, являются опасение за безопасность и здоровье, нежелание ребенка ехать в лагерь, финансовые трудности или другие варианты отдыха.

## Конференция «Индустрии детского полезного развивающего отдыха» КИДПРО
С 2015 года МОСГОРТУР и Департамент культуры города Москвы проводят Конференцию "Индустрии детского полезного развивающего отдыха". Ежегодно на площадке КИДПРО собирается более 1000 экспертов отрасли, в том числе из стран СНГ, Европы, США, Канады, Мексики и Китая. Представители органов власти, детских лагерей, вожатских отрядов обсуждают тенденции развития отрасли, а также вопросы безопасности детского отдыха, инклюзии, подготовки вожатых, финансирования и юридического сопровождения лагерей, городского детского отдыха и другие темы.

## Музеи
С 2017 года МОСГОРТУР отвечал за популяризацию московских музеев, подведомственных Департаменту культуры города Москвы. Всего это порядка 90 культурных площадок.
За это время было реализован ряд крупных проектов, в том числе:
- Проект Мэра Москвы «МУЗЕИ – ДЕТЯМ». Школьники могут как самостоятельно, так и в составе организованной группы бесплатно посещать московские музеи. Для этого достаточно приложить социальную карту школьника и карту «Москвенок» к специальному считывателю[27]. С 1 сентября 2017 года 324 000 московских школьников стали участниками проекта.
- Межмузейные проекты «Москва экскурсионная», «Ночь в музее», «Добрый автобус», «Урок в музее», «Учебный день в музее». Так, в рамках проекта к празднованию Дня города-2017 «Москва экскурсионная» за два дня в московских музеях прошло 274 мероприятий и более 200 бесплатных экскурсий. Их посетили почти 480 000 человек[28].
- Чат-бот с пятью маршрутами по Москве к Чемпионату мира на русском, английском и испанском. За время проведения ЧМ чат-бот маршруты чат-бот прошли 16 000 человек[29].
- Туристическая культурная карта к ЧМ на русском, английском и испанском. Она содержала информацию о главных московских достопримечательностях, в том числе музеях, транспортных маршрутах, ресторанах и кафе, а также телефоны экстренных служб. Тираж карты – 150 000 экземпляров. Ее раздавали волонтеры на информационных стендах у станций метро и в центре выдачи FAN ID[30].
- Краудсорсинг-проект "Музеи Москвы". Его основной целью было получить идеи, направленные на развитие столичных музеев. Всего в обсуждении приняли участие более 1600 человек, которые предложили более 1400 идей. Лучшие из них будут реализованы в московских музеях.[31]
- Музейный раздел на сайте Mos.ru. Он посвящен московским музеям, усадьбам, галереям и выставочным залам, подведомственным столичному Департаменту культуры. Здесь собрана актуальная информация о площадках, их мероприятиях, проектах и акциях. Также на портале регулярно публикуются эксклюзивные интервью сотрудников столичных музеев, а также истории экспонатов и артефактов[32].

В 2021 году функция продвижения музеев, подведомственных Департаменту культуры города Москвы, была передана Государственному бюджетному учреждению культуры города Москвы “Мосразвитие”. 

## Награды и достижения
- МОСГОРТУР пять раз отмечен знаком качества "Лучшее детям"
- МОСГОРТУР дважды стал победителем Всероссийского конкурса программ и методических разработок организации отдыха и оздоровления детей, в том числе оказавшихся в трудной жизненной ситуации
- МОСГОРТУР трижды признан "Лучшим работодателем для молодежи" в Москве
- МОСГОРТУР стал победителем международного конкурса "Лучший туристский портал — 2016"
- В 2015, 2016, 2017 и 2019 годах "Московские вожатые" становились победителями и призерами международного конкурса "Вожатское сердце планеты"
- В 2016 году программы МОСГОРТУРа признаны лучшими согласно рейтингу Федерального института развития образования
- В 2017 году Центральная школа московских вожатых названа лучшим проектом на Всероссийском конкурсе вожатых в Анапе
- В 2017 году Всероссийский рейтинг представления загородных детских лагерей вошел в тройку лучших проектов в области продвижения государственных, общественных и социальных программ Национальной премии в области развития общественных связей "Серебряный Лучник"
- Василий Овчинников, возглавлявший компания с 2014 по 2019 год, трижды входил в рейтинг "Топ-1000 российских менеджеров", подготовленный Ассоциацией менеджеров и ИД "Коммерсантъ"
- В 2017 году МОСГОРТУР стал победителем конкурса "Лучший работодатель города Москвы"
- В 2017 и 2020 годах сотрудники МОСГОРТУРа стали лауреатами московского конкурса "Менеджер года"
- МОСГОРТУР  стал единственной компанией из России, вошедшей в международный туристический сборник "Туризм в действии: 20 примеров социальных стратегий и программ со всего мира"
- В 2018 и 2019 году проекты МОСГОРТУРа становились победителями премии Digital Communication AWARDS
- В 2019 году автоматическая информационная система "Ситуационный центр", разработанная МОСГОРТУРом, одержала победу в номинации "Туристические услуги, сервис" международной премии CX World Awards
- В 2019 году программа отдыха МОСГОРТУРа "7 ступеней отваги" заняла первое место на VI Всероссийском конкурсе программ и методических материалов организаций отдыха детей и их оздоровления
- В 2019 году фирменный стиль подмосковного лагеря “Радуга” под управлением МОСГОРТУРа занял первое место в номинации «Брендинг и коммуникационный дизайн» конкурсной программы фестиваля креативных индустрий Great Eight
- В 2020 году программы МОСГОРТУРа “Энергия достижений“ и “Московские династии“ были признаны лучшими на VII Всероссийском открытом конкурсе программ и методических материалов
- В 2020 году лагерь “Радуга” стал лауреатом международной премии за лучший клиентский опыт CX World Awards
- По итогам VIII Всероссийского открытого конкурса программ и методических материалов, реализованных в 2020 году, первые места в различных номинациях заняли книга “Инклюзия в детском отдыхе“, созданная сотрудниками агентства, программа отдыха “Гонки чемпионов“, фестиваль “Несуществующие виды спорта“. Также МОСГОРТУР стал победителем в номинации “Лучший программно-методический комплекс организации отдыха детей и их оздоровления в 2020 году“
- В 2021 году МОСГОРТУР был награжден Премией за заслуги Международного содружества лагерей (ICF) за проведение КИДПРО
- В 2023 году за проведение информационной акции «Безопасное лето» МОСГОРТУР удостоился II места в номинации «Продвижение государственных и общественных программ» премии RuPoR и стал победителем в номинации «Антикризисные коммуникации» по версии Студенческого жюри национальной премии «Серебряный Лучник».